# جوين بن مالك التيمي
جوين بن مالك التيمي (أو التميمي) استُشهد في معركة كربلاء، مع الحسين بن علي.

## في معركة كربلاء
وكان في جيش عمر بن سعد، وجاء إلى كربلاء ليقاتل الحسين بن علي. ولكن لما رأى عبيد الله بن زياد لم يقبل اقتراح الحسين، وأدخله في حرب، انضم إلى الحسين ليلًا مع بعض أهل قبيلته. وقد ذكروا سبعة أشخاص. استُشهد في أول هجوم لجيش ابن سعد يوم عاشوراء. وقد ورد اسمه في زيارة الشهداء: «السلام على جوين بن مالك الضبعي»